# Zana Tholus
Lo Zana Tholus è una struttura geologica della superficie di Venere.